# Спасо-Преображенский Авраамиев монастырь
Спасо-Преображенский Авраамиев монастырь — монастырь Смоленской епархии Русской православной церкви, один из древнейших монастырей Смоленска. Почти все постройки относятся к XVIII веку.

## Описание
По позднейшему преданию, основан в начале XIII века, епископом Смоленским Игнатием, между 1210 и 1219 годами. Первым настоятелем стал Авраамий Смоленский. Его преемником стал архимандрит Ефрем, автор жития Авраамия.
Первоначально назывался Богородицким, поскольку первая церковь в нём была освящена в честь Положения ризы Пресвятой Богородицы, а после постройки в нём в 1755 году Преображенского собора — Спасо-Преображенским Авраамиевым.
При строительстве Смоленской крепости монастырь был включён в её пределы. При взятии Смоленска поляками в 1611 году он был разорён и обращен в католический доминиканский училищный монастырь («кляштор»), а в 1634 году — упразднён.
В 1654 году возрождён как православный монастырь. В 1658 году особой грамотой царь Алексей Михайлович учредил в монастыре архимандритию. С 1728 года при обители размещалась Смоленская духовная семинария, ректоры которой являлись настоятелями монастыря. Для семинарии были построены несколько каменных корпусов, в которых разместили учебные классы и библиотеку.
В середине XVIII века в монастыре появилось первое каменное здание: в 1755 году (по другим сведениям — в 1765) был выстроен двухэтажный каменный собор (верхняя церковь — Преображенская, нижняя — во имя святых Авраамия и Меркурия чудотворцев); в 1773 году была построена Введенская церковь.
В 70-80-х годах XVIII века были построены семинарские корпуса, дом настоятеля, библиотечные и учительские кельи, вокруг построек сооружена ограда с башнями. По штатам 1764 года монастырь числился как второклассный.
Во время Отечественной войны 1812 года обитель была превращена французами в военный лазарет.
В начале XX века монастырь относился к первоклассным; в нём проживали более пятидесяти насельников.
В 1918 году монастырь был закрыт; на его территории размещён концлагерь. В конце 1920 года территория была передана в распоряжение Белорусского военного округа и стала приспосабливаться для проживания военнослужащих.
В годы Великой Отечественной войны были разрушены только Введенская церковь, Святые врата и ограда. А после войны были ликвидированы остатки монастырского кладбища.
В 1972—1974 годах была проведена реставрация Преображенского собора, который с конца 1970-х годов был отдан под книгохранилище областной библиотеки; остальные помещения монастыря занимали медицинские учреждения.
В 2001 году началось возрождение монастыря, наместником был назначен игумен Аркадий (Недосеков) († 2018). В 2013 году было завершено возвращение монастыря РПЦ; были переданы настоятельские и монашеские кельи, а также две башни Смоленской крепостной стены — Авраамиева и Заалтарная, и прясла между ними.
Священноархимандритом Авраамиева монастыря Священный синод Русской православной церкви 17 июля 2020 года утвердил митрополита Смоленского и Дорогобужского Исидора.
- Спасо-Преображенский собор Авраамиевого монастыря
- Спасо-Преображенский собор (вид со стороны ул. Тимирязева)
- Здание монашеских келий. XVIII век
- Здание семинарии. XVIII век